# Mona Mestiaen
Mona Mestiaen est une boxeuse française née le 17 mars 1992 à Douai.

## Carrière sportive
Après des débuts en full contact où elle remporte trois médailles de bronze aux championnats du monde des jeunes en 2004, 2005 et 2006, elle change de spécialité pour s’adonner à la boxe anglaise à 15 ans, d’abord au club de Douai puis à Hénin-Beaumont. Mona intègre l’équipe de France en 2012 puis l’Insep où elle passe deux ans. Championne de France des poids mouches en 2014, la Brebiéroise enregistre de bons résultats mais éprouve quelques difficultés à gérer son poids. Elle change donc de catégorie pour passer en poids coqs et remporte la ceinture Montana ainsi qu'une médaille de bronze à la Queen’s Cup en Allemagne.
En 2017, elle devient vice-championne de France des poids coqs puis passe en poids plumes et obtient en août la médaille de bronze lors des championnats de l'union européenne disputés à Cascia en Italie,. 
En février 2018, elle obtient une deuxième ceinture nationale en poids plumes à Saint-Quentin en Picardie aux dépens de Sofia Nabet puis la médaille de bronze aux championnats d'Europe amateur à Sofia, médaille qui lui permet de participer à ses premiers championnats du monde qui se déroulent à New Delhi en Inde. Elle obtiendra en septembre 2018 la médaille de bronze au Boxam Internacional à Castellon en Espagne mais perdra au premier tour des Mondiaux le 15 novembre suivant face à la russe Maria Sartakova.
En 2019, lors de son premier tournoi international de l'année, elle obtient la médaille de bronze en battant Sultankyzy Saniya (vainqueur des jeux asiatiques en 2018). En février, elle devient une nouvelle fois championne de France des poids plumes lors de son centième combat à Vigneux-Sur-Seine en Île-de-France ou elle est également distinguée et reçoit le prix de la meilleure boxeuse de cette soirée des championnats.
Le 14 mars 2019, lors d’une rencontre pays à pays à Cergy-Pontoise, elle bat à l’unanimité des juges la jeune thaïlandaise Panpatchara Somnuek, médaillée d’or des derniers Jeux olympiques de la jeunesse de 2018. Le 14 mai 2019, Mona prend part au Boxam Internacional qui se déroule à Castellón de là Plana en Espagne. Elle fait son entrée en quart de finale ou elle affronte sa compatriote Caroline Cruvellier, récente vainqueur des championnats d’Europe des moins de 22 ans, qu’elle bat et se hisse en demi-finale. À la fin de ce tournoi, elle obtiendra la médaille d’argent. En juin, Mona participe à ses premiers Jeux européens qui se déroulent à Minsk (Biélorussie). Elle commence la compétition en huitième de finale où elle bat une Serbe. Néanmoins elle s’incline une nouvelle fois face à la Bulgare Stanimira Petrova, championne d’Europe en titre et vainqueur de ces Jeux 2019.
En mars 2020 Mona est présente au Tournoi Qualificatif de Londres afin de décroché sa sélection pour les Jeux Olympiques de Tokyo. Elle battera la Norvégienne Mortensen pour son entrée. Alors qu'elle doit affronter l'Irlandaise Walsh le 17 mars 2020 pour décrocher son ticket, la pandémie de la Covid-19 est une véritable catastrophe et toutes les compétitions sont immédiatement suspendus. Après plusieurs mois de confinement et une préparation tronquée, lors de la reprise du TQO qui se déroule désormais à Paris Mona s'inclinera par décision partagée face à Michaela Walsh et n'ira pas aux Jeux Olympiques de Tokyo échouant à une place de la Qualification.

## Vie privée
Titulaire d'un Bac+5 Master EOPS (Entraînement Optimisation de la Performance Sportive), spécialité du sportif dans la préparation physique, mental et nutrition et d'un BTS ANABIOTEC (Analyse Agricole Biologique et Biotechnologiques).
Parallèlement à sa carrière sportive, Mona a signé en janvier 2019 un emploi auprès de l'INSEP (Institut National du Sport, de l'Expertise et de la Performance) en tant qu'agent public.